# ファニャノの問題

垂心三角形:
内接三角形:

ファニャノの問題（ファニャノのもんだい、英: Fagnano's problem）は、1775年ジョバンニ・ファニャノが提起した、最適化問題の一つである。
ファニャノの問題 ― 鋭角三角形に内接する三角形で、周長が最小であるものはどのような三角形か？
ファニャノの問題の解は垂心三角形（垂足三角形）、頂垂線の垂足が成す三角形である。

## 解
垂足三角形は頂垂線と対辺の交点（垂足）が成す三角形である。一般の垂足三角形との区別のため、垂心三角形とも呼ばれる。 垂足三角形は鋭角三角形に内接する（頂点がもとの三角形の各辺上にある）三角形の中で最短の周長を持つ。ファニャノによる解法は微積分を用いたもので途中の結果はファニャノの父であるジュリオ・カルロ・ド・トスキ・ディ・ファニャノ が示したものである。後にヘルマン・シュワルツやフェイェール・リポートによって幾何学的な証明も与えられた。幾何学的な証明では鏡映によって周長を折線の長さに置き換えることを用いる。

## 物理学的な原理

三角形ABCの垂心三角形abc

物理学的には三角形{\displaystyle ABC}の周に引っ掛けられた、滑らかに動きフックの法則に従う輪ゴムを想像することで証明できる。輪ゴムはその弾性エネルギーが最小になるように移り、このとき周長も最小化される。 輪ゴムの内側の張力はどの場所でも同じであるから、制止する場所はラミの定理より{\displaystyle \angle bcA=\angle acB,\angle caB=\angle baC,\angle abC=\angle cbA}を満たす場所になる
これは垂心三角形と一致する。